# Carlos Garcés
Carlos Jhon Garcés Acosta (ur. 1 marca 1990 w Mancie) – ekwadorski piłkarz występujący na pozycji napastnika, obecnie zawodnik meksykańskiego Atlante.

## Kariera klubowa
Garcés pochodzi z Manty i jest wychowankiem tamtejszego klubu Manta FC. Do seniorskiej drużyny, występującej wówczas w drugiej lidze został włączony jako osiemnastolatek i już w swoim pierwszym sezonie – 2008 – wygrał z drużyną prowadzoną przez trenera Carlosa Pico rozgrywki Serie B, awansując do najwyższej klasy rozgrywkowej. W ekwadorskiej Serie A zadebiutował 4 kwietnia 2009 w przegranym 0:2 spotkaniu z El Nacional, natomiast premierowego gola strzelił już osiem dni później, w wygranej 2:0 konfrontacji z Deportivo Cuenca. Nie potrafił sobie jednak wywalczyć miejsca w wyjściowym składzie, wobec czego w kwietniu 2010 udał się na wypożyczenie do drugoligowego LDU Portoviejo, gdzie występował do końca roku bez większych sukcesów. Kilka miesięcy po powrocie do Manty został podstawowym graczem ekipy i mimo braku sukcesów drużynowych był jednym z bardziej obiecujących graczy w lidze.
Wiosną 2013 Garcés przeszedł do czołowego klubu w kraju – stołecznego LDU Quito. Tam, mimo regularnej gry, sporadycznie wpisywał się na listę strzelców, wobec czego już po pół roku został relegowany do roli głębokiego rezerwowego, zaś w styczniu 2014 został wypożyczony do innego zespołu ze stolicy – Deportivo Quito. Tam jako podstawowy zawodnik i bez większych sukcesów spędził sześć miesięcy, po czym, również na zasadzie wypożyczenia, po raz drugi w karierze zasilił drugoligowy LDU Portoviejo. Po upływie kolejnego półrocza powrócił do najwyższej klasy rozgrywkowej, udając się na wypożyczenie do Deportivo Cuenca, gdzie również grał przez pół roku, mając pewne miejsce w wyjściowym składzie i będąc najlepszym strzelcem drużyny.
W lipcu 2015 Garcés na zasadzie wypożyczenia przeniósł się do meksykańskiego drugoligowca Atlante FC z siedzibą w Cancún. Tam z miejsca został kluczowym graczem ekipy, w jesiennym sezonie Apertura 2015 dotarł z nią do finału rozgrywek Ascenso MX, a sam wywalczył tytuł króla strzelców drugiej ligi z jedenastoma golami na koncie.
| Sezon     | Klub             | Kraj    | Rozgrywki  | Mecze | Bramki |
| --------- | ---------------- | ------- | ---------- | ----- | ------ |
| 2008      | Manta FC         | Ekwador | Serie B    | 1     | 0      |
| 2009      | Manta FC         | Ekwador | Serie A    | 16    | 1      |
| 2010      | LDU Portoviejo   | Ekwador | Serie B    | 26    | 5      |
| 2011      | Manta FC         | Ekwador | Serie A    | 25    | 4      |
| 2012      | Manta FC         | Ekwador | Serie A    | 42    | 9      |
| 2013      | LDU Quito        | Ekwador | Serie A    | 24    | 3      |
| 2014      | Deportivo Quito  | Ekwador | Serie A    | 12    | 3      |
| 2014      | LDU Portoviejo   | Ekwador | Serie B    | 18    | 8      |
| 2015      | Deportivo Cuenca | Ekwador | Serie A    | 18    | 8      |
| 2015/2016 | Atlante FC       | Meksyk  | Ascenso MX |       |        |